# Persona 4 Arena Ultimax
Persona 4 Arena Ultimax, également connu au Japon sous le nom de Persona 4: The Ultimax Ultra Suplex Hold (ペルソナ4 ジ・アルティマックス ウルトラス―プレックスホールド, Perusona Fō Ji Arutimakkusu Urutora-Sūpurekkusu Hōrudo) est un jeu vidéo de combat développé par Arc System Works et Atlus. Il fait suite à Persona 4: Arena. Il est sorti en 2013 sur borne d'arcade, en 2014 sur PlayStation 3 et Xbox 360 puis en version améliorée en 2022 sur Nintendo Switch, PlayStation 4 et Microsoft Windows.